# Liste der Formel-1-Rennwagen, mit denen die Fahrerweltmeisterschaft gewonnen wurde
Die Liste der Formel-1-Rennwagen, mit denen die Fahrerweltmeisterschaft gewonnen wurde bietet einen Überblick und zusätzliche Informationen zu allen Rennwagen, mit denen die Fahrerwertung der Formel-1-Weltmeisterschaft (bis 1980: Automobil-Weltmeisterschaft) seit ihrer ersten Austragung in der Saison 1950 gewonnen werden konnte.

## Hintergrund
Die Formel 1 (oft auch mit F1 abgekürzt) ist eine vom weltweiten Automobil-Dachverband Fédération Internationale de l’Automobile (FIA) autorisierte Formelserie und stellte zunächst lediglich ein Reglement dar. 1950 wurde mit der „Automobil-Weltmeisterschaft“ – zunächst nur für Fahrer, ab 1958 auch für die Konstrukteure – schließlich eine übergreifende Wertung und Meisterschaft mehrerer ausgewählter Formel-1-Läufe pro Saison eingeführt. Seit 1981 wird die Rennserie in ihrer heutigen Form unter der offiziellen Bezeichnung FIA Formel-1-Weltmeisterschaft (engl.: FIA Formula One World Championship) ausgetragen.

## Liste der Formel-1-Rennwagen, mit denen die Fahrerweltmeisterschaft gewonnen wurde
Anmerkungen zu der Liste:
- Fahrzeuge, mit denen die Teams in der gleichen Saison auch die Konstrukteurswertung (ausgeschrieben ab 1958) gewannen, sind fett-kursiv gesetzt.
- Wenn ein anderes Team die Konstrukteurswertung gewonnen hat, so ist das in der Spalte „Anmerkungen“ dokumentiert (und soweit Artikel vorhanden fett verlinkt).
- In der Spalte „Team“ sind kursiv die Namen der Teams unter Einbeziehung der jeweiligen Sponsoren-Partnerschaften vermerkt.

Datenstand: Saisonende  2024

| Jahr | Fahrzeug / Motor                                                                 | R.  | #    | Bild | Konstrukteur(e)                                                          | Team                                                                | Fahrer             | Anmerkungen |
| ---- | -------------------------------------------------------------------------------- | --- | ---- | ---- | ------------------------------------------------------------------------ | ------------------------------------------------------------------- | ------------------ | --- |
| 1950 | Alfa Romeo Tipo 158 Alfetta Alfa 8-Zylinder 1,5 Liter / Reihe / Roots-Kompressor | P   | var. |      | Gioacchino Colombo                                                       | Alfa Corse Alfa Romeo SpA                                           | Giuseppe Farina    | Der auch Alfetta (italienisch: Kleiner Alfa, Alfachen) genannte Tipo 158 wurde von 1938 bis 1950 einsetzt. Er ist zusammen mit seiner Weiterentwicklung, dem Tipo 159, einer der erfolgreichsten Rennwagen, die jemals produziert wurden. Beide Typen erzielten zusammen 47 Siege in 54 Rennen. In der Typbezeichnung steht die 15 für den Hubraum und die 8 für die Zylinderzahl. |
| 1951 | Alfa Romeo Tipo 159 Alfa 8-Zylinder / Reihe / Roots-Kompressor                   | P   | var. |      | Gioacchino Colombo                                                       | Alfa Corse Alfa Romeo SpA                                           | Juan Manuel Fangio | Der „Tipo 159“ wurde in der zweiten Saison der Formel 1 eingesetzt, die er wie die erste für Alfa Romeo entschied. Nach der Saison 1951 zog sich Alfa Romeo vorerst aus der Formel 1 zurück. |
| 1952 | Ferrari 500 Ferrari-Lampredi 4-Zylinder / 2 Liter                                | P   | var. |      | Aurelio Lampredi                                                         | Scuderia Ferrari                                                    | Alberto Ascari     | Für 1952 kündigte die FIA an, dass nach dem Rückzug von Alfa Romeo, Grand-Prix-Rennen, die zur Formel-1-Weltmeisterschaft der Fahrer zählen, nach Formel-2-Vorgaben ausgetragen würden. Ferrari war das einzige Team, das ein Auto speziell für die neue Formel entwickelte. |
| 1953 | Ferrari 500 Ferrari-Lampredi 4-Zylinder / 2 Liter                                | P   | var. |      | Aurelio Lampredi                                                         | Scuderia Ferrari                                                    | Alberto Ascari     | Neben dem erfolgreichen Ferrari 500 setzte die Scuderia auch den Ferrari 553 Squalo ein, um Erfahrungen für die nächste Saison zu sammeln. |
| 1954 | Mercedes-Benz W 196 Mercedes Achtzylinder-Reihe                                  | C   | var. |      | Rudolf Uhlenhaut Fritz Nallinger Hans Scherenberg                        | Mercedes-Benz Daimler Benz AG                                       | Juan Manuel Fangio | Im Dezember 1953 unternahm Mercedes auf dem Werksgelände in Stuttgart-Untertürkheim erste Probefahrten mit dem W 196, ausgiebige Tests in Hockenheim, Monza und auf der A 81 bei Schwieberdingen folgten. Das Renndebüt des neuen Wagens verzögerte sich bis in den Sommer, weshalb Fangio die ersten Rennen der Saison 1954 auf Maserati bestritt. |
| 1955 | Mercedes-Benz W 196 Mercedes Achtzylinder-Reihe                                  | C   | var. |      | Rudolf Uhlenhaut Fritz Nallinger Hans Scherenberg                        | Mercedes-Benz Daimler Benz AG                                       | Juan Manuel Fangio | In der Saison 1955, die nach der Katastrophe von Le Mans verkürzt wurde, gewann der W 196 jedes Rennen mit Ausnahme des Großen Preises von Monaco, wo Hans Herrmann im Training verunfallte und die anderen drei Wagen des Mercedes-Teams nicht ins Ziel kamen. |
| 1956 | Ferrari D50 Ferrari DS50 2,5 Liter / V8                                          | E P | var. |      | Vittorio Jano                                                            | Scuderia Ferrari                                                    | Juan Manuel Fangio | Der Ferrari D50 wird oft auch als „Lancia-Ferrari D50“ bezeichnet. Das resultierte aus Ferraris Übernahme der Rennabteilung von Lancia, die sich nach dem Tod von Alberto Ascari und wegen finanzieller Schwierigkeiten aus der Formel 1 zurückgezogen hatte. |
| 1957 | Maserati 250F Maserati 250F1 2,5 Liter / L6                                      | P   | var. |      | Gioacchino Colombo Alberto Massimino Valerio Colotti Vittorio Bellentani | Maserati Officine Alfieri Maserati                                  | Juan Manuel Fangio | Anfänglich wurde der 250 F als 6C2500 bezeichnet. Nach den ersten Probefahrten erhielt er die Bezeichnung 250 F. Die Zahl „250“ stand für den Hubraum von 2500 cm³ und das „F“ für Formel. Die Planung bei Maserati sah ursprünglich vor, den Wagen nur für Privatiers zu entwickeln. Da diese Teams mit begrenzten finanziellen und technischen Mitteln agierten, musste der Wagen einfach konstruiert sein. |
| 1958 | Ferrari Dino 246F1 Ferrari (Dino) 2,5 Liter / V6                                 | E   | var. |      | Alberto Massimino Carlo Chiti                                            | Scuderia Ferrari                                                    | Mike Hawthorn      | Der 246F1 war zwischen 1958 und 1960 der wichtigste Einsatzwagen der Scuderia Ferrari in der Formel 1. Da die Dino 246F1 unterschiedliche Motorisierungen hatten, erscheinen die Fahrzeuge in einigen Publikationen mit abweichender Typenbezeichnung. Der Titel in der neu eingeführten Konstrukteursmeisterschaft ging an Vanwall mit dem VW 5. |
| 1959 | Cooper T51 Climax FPF 2,5 Liter, 4 Zyl. / Reihe                                  | D   | var. |      | Cooper Car Company Owen Maddock                                          | Cooper-Climax Cooper Car Company                                    | Jack Brabham       | Der T51 war der erste Mittelmotor-Rennwagen, mit dem ein Formel-1-Titel eingefahren wurde. Er beendete die Frontmotor-Ära. Das Team errang mit dem T51 auch den ersten Doppel-Titel in der Konstrukteursmeisterschaft. |
| 1960 | Cooper T53 Climax FPF 2,5 Liter, 4 Zyl. / Reihe                                  | D   | var. |      | Cooper Car Company Owen Maddock                                          | Cooper-Climax Cooper Car Company                                    | Jack Brabham       | Der T53 debütierte erst spät in der Saison. Das Potential des Wagens wurde deutlich, als Brabham ab dem Rennen in den Niederlanden fünf Grand-Prix-Rennen in Folge gewann. Der T53 sorgte auch für den zweiten Titel in Folge in der Konstrukteursmeisterschaft. |
| 1961 | Ferrari 156 Ferrari 188 1,5 Liter / V6 / 120°                                    | D   | var. |      | Carlo Chiti Vittorio Jano Mauro Forghieri                                | Scuderia Ferrari Scuderia Ferrari SpA SEFAC                         | Phil Hill          | Die Überlegenheit des Wagens kam von dem kraftvollen 1,5-Liter-V6-Motor, der die Schwächen des Fahrgestells ausglich. Der 156 war der erste Ferrari mit einem Mittelmotor und eins der bekanntesten Formel-Fahrzeuge der Motorsportgeschichte – der Rennwagen mit dem „Haifischmaul“ (Sharknose), mit dem der deutsche Rennfahrer Wolfgang Graf Berghe von Trips 1961 als Führender in der Weltmeisterschaft tödlich verunglückte. |
| 1962 | BRM P57 BRM P56 1,5 Liter V8                                                     | D   | var. |      | Tony Rudd Peter Berthon (Motor)                                          | British Racing Motors (B.R.M.) Owen Racing Organisation             | Graham Hill        | Graham Hill gewann mit dem P57 1962 vier WM-Läufe. Er siegte beim GP der Niederlande, in Deutschland, in Italien und beim Saisonfinale in Südafrika. BRM errang mit dem P57 den Konstrukteurstitel. Der Wagen wurde bis ins Frühjahr 1963 eingesetzt und dann durch den P61 ersetzt. |
| 1963 | Lotus 25 Climax FWMV 1,5 Liter / V8                                              | D   | var. |      | Colin Chapman                                                            | Team Lotus                                                          | Jim Clark          | Der Lotus 25 war das erste Formel-1-Auto mit einem Monocoque und gilt als ein Meilenstein der Rennsportgeschichte, der die Formel 1 revolutionierte. Der 25 war zunächst dem Lotus-Werksteam vorbehalten. Jim Clark gewann mit ihm die Fahrer- und Lotus zugleich die Konstrukteursweltmeisterschaft. |
| 1964 | Ferrari 158 Ferrari Type 205/B,1.5 Lit. / 90° V8                                 | D   | var. |      | Mauro Forghieri Angelo Bellei                                            | Scuderia Ferrari Scuderia Ferrari SpA SEFAC                         | John Surtees       | Die Konstruktion des Fahrzeugs war 1964 für Ferrari neuartig, denn es war der erste Ferrari mit V8-Motor und der erste mit einem Halbmonocoque, dessen mittragende Beplankung noch mit Rohren nach Art eines Gitterrahmens versteift war. |
| 1965 | Lotus 33 Coventry-Climax V8                                                      | D   | var. |      | Colin Chapman Len Terry                                                  | Team Lotus                                                          | Jim Clark          | Der 33 war eine Weiterentwicklung des Lotus 25. Fahrgestell sowie vordere und hintere Aufhängung wurden überarbeitet, um die neuen, breiteren Dunlop-Reifen aufnehmen zu können. 1966 war die erste Saison der neuen 3-Liter-Formel, die die bisherige 1,5-Liter-Formel ablöste, obwohl es keine geeigneten Motoren gab. Deswegen kamen verschiedene Motoren zum Einsatz. Clark wurde mit sechs Saisonsiegen überlegen Weltmeister und auch Lotus sicherte sich erneut den Konstrukteurspokal. |
| 1966 | Brabham BT19 Repco 3,0 Liter / V8                                                | G   | var. |      | Ron Tauranac Jack Brabham                                                | Brabham Brabham Racing Organisation                                 | Jack Brabham       | Der BT19 wurde schon Ende 1965 entwickelt zur Aufnahme für den 16-Ventil-V8-Motor von Climax. Der Wagen hatte einen im Bereich des Cockpits durch ovale Rohre verstärkten Gitterrohrrahmen. Anfang 1966 wurde der Wagen für die Aufnahme des 3-Liter-Repco-Motors umgebaut. Das Team errang mit diesem Fahrzeug sowohl den Fahrer- als auch Konstrukteurstitel. |
| 1967 | Brabham BT24 Repco 740 3,0 Liter / V8                                            | G   | var. |      | Ron Tauranac                                                             | Brabham-Repco Brabham Racing Organisation                           | Denis Hulme        | Der Repco Brabham BT24 war von drei Typen (neben BT19 und BT20), die das Brabham-Team während der Saison 1967 einsetzte. Nur drei BT24-Chassis wurden jemals gefahren. |
| 1968 | Lotus 49B Ford Cosworth DFV 3,0 Liter / V8                                       | F   | var. |      | Colin Chapman Maurice Philippe                                           | Team Lotus Gold Leaf Team Lotus                                     | Graham Hill        | Der Lotus 49B von hatte einen längeren Radstand als sein Vorgänger, die ab dieser Saison erlaubten breiteren Räder, eine etwas mehr keilförmige Karosserie und geänderte Hilfsrahmen. Um die Bodenhaftung zu verbessern, wurde zunächst die Front mit kurzen Flügeln versehen und am Heck eine Abrisskante ausgeformt. 1969 kamen vorne und hinten übergroße Flügel zum Einsatz, die aber in der gleichen Saison wieder verboten wurden |
| 1969 | Matra MS80 Ford Cosworth DFV 3,0 Liter / V8                                      | D   | var. |      | Gérard Ducarouge Bernard Boyer                                           | Matra Sports Matra International                                    | Jackie Stewart     | Der MS80 war der erfolgreichste Matra-Monoposto. Es wurden nur zwei Exemplare gebaut. Der peniblen Vorbereitung durch die Tyrrell Racing Organisation und Fahrweise der beiden Piloten war es zu verdanken, dass man mit beiden Chassis ohne gröberen Schaden durch die Saison kam. Mit dem MS80 gewann Jackie Stewart fünf Läufe und somit seinen ersten Fahrertitel in der Formel-1-Weltmeisterschaft, der Konstrukteurstitel ging ebenfalls an Matra. |
| 1970 | Lotus 72 Ford Cosworth DFV V8                                                    | F   | var. |      | Colin Chapman Tony Rudd Maurice Philippe                                 | Team Lotus Gold Leaf Team Lotus Garvey Team Lotus World Wide Racing | Jochen Rindt       | Der Lotus 72 gab sein Debüt 1970 beim Großen Preis von Spanien. Gefahren wurde er von Jochen Rindt und John Miles. Rindt gewann 1970 vier Grand-Prix-Rennen mit dem 72er, hatte aber wenig Vertrauen in das Auto. Er verunglückte beim Training zum Großen Preis von Italien tödlich (er wurde posthum Weltmeister) und Colin Chapman sah sich erheblicher Kritik ausgesetzt. Der Konstrukteurstitel ging auch an Lotus-Ford. |
| 1971 | Tyrrell 003 Cosworth DFR 3 Liter / V8                                            | G   | var. |      | Derek Gardner                                                            | Tyrrell-Ford-Cosworth Elf Team Tyrrell                              | Jackie Stewart     | Ken Tyrrell bezeichnete seine Rennwagen regelmäßig mit einem fortlaufenden dreistelligen Zahlencode. Bis zum 005 knüpfte die Bezeichnung nicht an eine Baureihe, sondern an einzelne Fahrgestelle an. Der Tyrrell 003 war vom April 1971 bis Juli 1972 Jackie Stewarts Auto. Das Team gewann mit dem 003 und den weitgehend baugleichen Tyrrell 002 und Tyrrell 004 auch den Konstrukteurstitel. |
| 1972 | Lotus 72D Ford Cosworth DFV 3,5 Liter / V8                                       | F   | var. |      | Colin Chapman Tony Rudd Maurice Philippe                                 | Team Lotus John Player Team Lotus World Wide Racing                 | Emerson Fittipaldi | Der Lotus 72D war eine Weiterentwicklung des, von Colin Chapman und Maurice Philippe entworfenen und gebauten Lotus 72, den das britische Formel-1-Team Lotus von 1970 bis 1975 einsetzte. Der Lotus 72 gilt als eines der erfolgreichsten Formel-1-Autos. Er wurde bis 1975 (Lotus 72E) eingesetzt. |
| 1973 | Tyrrell 006 Ford Cosworth DFV 3,5 Liter / V8                                     | G   | var. |      | Derek Gardner                                                            | Tyrrell-Ford-Cosworth Elf Team Tyrrell                              | Jackie Stewart     | Der 006 war eine leicht überarbeitete Version des vorhergehenden Tyrrell 005, aber im Gegensatz dazu war es der erste von Tyrrell gebaute Typ, der nicht nur als Einzelstück gebaut wurde. Die Nummer „006“ war also eine Modell- und nicht eine Fahrgestellnummer. Der Konstrukteurstitel ging 1973 an den, vom Team Lotus eingesetzten, Lotus 72E, der von Emerson Fittipaldi und Ronnie Peterson gefahren wurde. |
| 1974 | McLaren M23B Ford Cosworth DFV 3,0 Liter / V8                                    | G   | 5    |      | Gordon Coppuck John Barnard Ray Stokoe                                   | McLaren Racing Marlboro Team Texaco Yardley Team McLaren            | Emerson Fittipaldi | Insgesamt wurden dreizehn M23 aufgebaut. Alle Fahrzeuge wurden von einem Cosworth-DFV-Motor angetrieben. Der M23 gilt mit zwei Fahrermeisterschaften sowie der Konstrukteursmeisterschaft (1974) und 16 Rennsiegen in seinen insgesamt fünf Saisons als einer der erfolgreichsten und langlebigsten Rennwagen in der Formel-1-Geschichte. |
| 1975 | Ferrari 312T Ferrari 015 3,0 Liter / F12 (=Flat)                                 | G   | 12   |      | Mauro Forghieri                                                          | Scuderia Ferrari Scuderia Ferrari SpA SEFAC                         | Niki Lauda         | Der Ferrari 312T war 1975 das Spitzenauto in der Formel-1-Weltmeisterschaft. Das Chassis war ein Monocoque mit teilweise mittragendem Zwölfzylinder-V-Motor (Zylinderbankwinkel 180°). Am Ende der Saison gingen zum ersten Mal seit 1964 wieder beide Weltmeistertitel an die Scuderia. |
| 1976 | McLaren M23D Ford-Cosworth DFV V8, 90°,                                          | G   | 11   |      | Gordon Coppuck John Barnard Ray Stokoe                                   | McLaren Racing McLaren-Ford                                         | James Hunt         | Ursprünglich sollte der M23-Nachfolger McLaren M26 bereits in der Saison 1976 zum Einsatz kommen, doch war der Wagen von der Renntauglichkeit noch so weit entfernt, dass McLaren weiter auf den M23 zurückgreifen musste. Die Fahrzeuge wurden gering überarbeitet und erhielten die Bezeichnung M23D. Der Konstrukteurstitel ging 1976 an den, von der Scuderia Ferrari eingesetzten, Ferrari 312T2, der von Niki Lauda und Clay Regazzoni gefahren wurde. |
| 1977 | Ferrari 312T2 Ferrari 015 3,0 Liter / F12 (=Flat)                                | G   | 11   |      | Mauro Forghieri                                                          | Scuderia Ferrari Scuderia Ferrari SpA SEFAC                         | Niki Lauda         | Der 312T2 war bereits in der Saison 1976 der Spitzenwagen und Niki Lauda hatte einen beruhigenden Vorsprung in der Fahrerweltmeisterschaft, bevor er auf dem Nürburgring seinen schweren Unfall hatte. 1977 trat die Scuderia mit dem fast unveränderten 312T2 und der Fahrerpaarung Lauda / Reutemann an. Lauda wurde mit dem 312T2 zum zweiten Mal in seiner Karriere Formel-1-Weltmeister, und Ferrari erneut Konstrukteurs-Champion. |
| 1978 | Lotus 79 Ford Cosworth DFV 3,0 Liter / V8                                        | G   | 5    |      | Colin Chapman Peter Wright Martin Ogilvie Geoff Aldridge                 | Team Lotus John Player Team Lotus                                   | Mario Andretti     | Der Lotus 79 war das dominierende Formel-1-Fahrzeug der Saison 1978. Er war eine Weiterentwicklung des Lotus 78. Konstruiert wurde der 79 von dem Team, das schon beim Lotus 78 federführend gearbeitet hatte. Ralph Bellamy und Martin Ogilvie waren für das Chassis verantwortlich, Peter Wright verfeinerte und verbesserte die Bodeneffekt-Eigenschaften des Wagens. |
| 1979 | Ferrari 312T4 Ferrari 3,0 Liter B12                                              | M   | 11   |      | Mauro Forghieri                                                          | Scuderia Ferrari Scuderia Ferrari SpA SEFAC                         | Jody Scheckter     | Der 312T4 war der erste Ground-Effekt-Formel-1-Rennwagen von Ferrari, konstruiert wurde er von Mauro Forghieri. Der Wagen hatte ein schmales Monocoque, aber eine breite Karosserieoberfläche, die das Handicap des breiten V12-Motors mit seinem Zylinderbankwinkel von 180° wettmachte. Die Radaufhängungen wurden so konstruiert, dass sie den Luftstrom unter dem Auto so wenig wie möglich störten. Die Scuderia gewann mit dem 312T4 den Konstrukteurspokal und Jody Scheckter den Fahrertitel. |
| 1980 | Williams FW07 Ford Cosworth DFV 3,0 Liter / V8                                   | G   | 27   |      | Patrick Head Neil Oatley Frank Dernie                                    | Williams F1 Albilad-Williams Racing Team                            | Alan Jones         | Der FW07 markiert eine Wende bei Williams. Er war nicht nur der erste Siegerwagen des Teams, sondern machte aus einem Rennstall, der bisher Fahrzeuge im Baukastenverfahren baute, einen Konstrukteur eigenständiger Formelwagen. Der FW07 war der erste Bodeneffekt-Williams und hatte ein Aluminium-Monocoque in Verbundbauweise. |
| 1981 | Brabham BT49C Ford Cosworth DFV 3,0 Liter / V8                                   | M G | 5    |      | Gordon Murray David North                                                | Brabham Parmalat Racing Team                                        | Nelson Piquet      | Der BT49C war eine Weiterentwicklung des seit 1979 eingesetzten Brabham BT49. Für die Saison 1981 wurde eine BT49C-Version mit einem Chassis produziert, das durch den verstärkten Einsatz von Carbon-Verbundwerkstoffen leichter wurde. Da die seitlichen Schürzen nun fest montiert werden mussten, musste die Aufhängung sehr steif sein, damit sie die Seiten des Wagens gleichmäßig abdichten konnten: Am Ende der Saison 1981 betrug der gesamte „Federweg“ der Aufhängung nur noch 1,5 Zoll (38 mm), wobei die Hälfte davon aus der Kompression der Reifen stammte. Der Konstrukteurstitel ging an den Williams FW07C  |
| 1982 | Williams FW08 Ford Cosworth DFV 3,0 Liter / V8                                   | G   | 6    |      | Patrick Head Frank Dernie                                                | Williams F1 TAG Williams Racing Team                                | Keke Rosberg       | Der FW08 war eine Weiterentwicklung des Williams FW07, hatte jedoch einen kürzeren Radstand und ein viel steiferes Fahrwerk, um der höheren g-Belastung standzuhalten, die die 1981 eingeführten Mindesthöhenvorschriften erforderten. Während McLaren und andere Pioniere Kohlefaser-Chassis einsetzten, blieb Patrick Head auch beim neuen Auto beim Aluminium-Waben-Design. Der FW08 passte zu Keke Rosbergs aggressivem Fahrstil. Der Konstrukteurstitel ging an Ferrari mit dem Ferrari 126CK. |
| 1983 | Brabham BT52 BMW M12/13 1,5 Liter / L4-Turbo                                     | M   | 5    |      | Gordon Murray David North Paul Rosche (BMW)                              | Brabham-BMW Fila Sport                                              | Nelson Piquet      | Nelson Piquet gewann mit dem Brabham BT52 seinen zweiten Weltmeistertitel. Mit dem BMW-Motor stellte zum ersten Mal in der Geschichte der Formel 1 ein Turbomotor-getriebenes Fahrzeug den Fahrer-Weltmeister. In der Konstrukteurswertung belegte Brabham hinter Ferrari (mit dem Ferrari 126C3) und Renault Platz drei. |
| 1984 | McLaren MP4/2 TAG/Porsche TTE PO1 1.5 / V6t                                      | M   | 8    |      | John Barnard Steve Nichols Gordon Kimball                                | McLaren Racing Marlboro McLaren International                       | Niki Lauda         | Der McLaren MP4/2 war ein Formel-1-Auto, das McLaren für die Saison 1984 produzierte. Eine Weiterentwicklung davon, der MP4/2B, wurde in der Saison 1985 eingesetzt, und eine leicht aktualisierte Version, der MP4/2C, fuhr in der Saison 1986 für McLaren. Es basierte eng auf dem MP4/1E-Modell, das als Testwagen bei den letzten Rennen 1983 eingesetzt wurde. |
| 1985 | McLaren MP4/2B TAG TTE PO1 1,5 Liter / V6 Turbo                                  | G   | 2    |      | John Barnard Steve Nichols Gordon Kimball                                | McLaren Racing Marlboro McLaren International                       | Alain Prost        | Für 1985 wurde der Vorjahres-MP4/2 mit einer besseren Aerodynamik und neu gestalteten Kotflügeln ausgestattet (um den neuen Vorschriften zu entsprechen, die die „Winglets“ an den Heckflügeln der seit 1983 verwendeten Autos verboten) und erhielt den Namen „MP4/2B“. Porsche steigerte die Leistung des Turbo-TAG-Motor auf 634 kW (862 PS) im Rennen und 716 kW (973 PS) im Qualifying, und optimierte den Kraftstoffverbrauch. |
| 1986 | McLaren MP4/2C TAG 1,5 Liter V6 (Turbo)                                          | G   | 1    |      | John Barnard                                                             | McLaren Racing Marlboro McLaren International                       | Alain Prost        | Der MP4/2C war eine Weiterentwicklung der MP4/2-Serie und Nachfolgemodell des McLaren MP4/2B-Turbo aus dem Vorjahr, mit dem Prost Weltmeister geworden war. Der Wagen holte mit den Piloten Prost und Keke Rosberg vier Grand-Prix-Siege und errang damit den zweiten Fahrertitel für Prost und hinter dem Williams FW11 Rang zwei in der Konstrukteursmeisterschaft. |
| 1987 | Williams FW11B Honda 1,5 Liter V6 (Turbo)                                        | G   | 6    |      | Patrick Head Frank Dernie                                                | Williams F1 Canon Williams Honda Team                               | Nelson Piquet      | Ursprünglich war für die Saison 1987 eine Neukonstruktion geplant. Williams setzte jedoch eine wenig abgewandelte B-Version des FW11 ein, nachdem Honda den für 1987 erwarteten niedrigeren Motor mit tieferem Schwerpunkt nicht lieferte. |
| 1988 | McLaren MP4/4 Honda 1,5 Liter / V6t                                              | G   | 12   |      | Steve Nichols Gordon Murray                                              | McLaren Racing Honda Marlboro McLaren                               | Ayrton Senna       | Der MP4/4 gewann mit Prost und Senna 15 der 16 Saisonrennen und fuhr 15 Pole-Positions sowie zehn Schnellste Rennrunden ein. Die Saison 1988 war bis zur Reglementänderung 2014 die letzte, in der mit den Turbomotoren gefahren werden durfte. Während die meisten anderen Teams bereits ihre Entwicklungskapazitäten auf die Konstruktion der Saugmotoren für die folgende Saison konzentrierten, baute McLaren einen kompromisslos auf die kompakteren Turbos ausgelegten Wagen. |
| 1989 | McLaren MP4/5 Honda 3,5 Liter / V10                                              | G   | 2    |      | Neil Oatley Gordon Murray                                                | McLaren Racing Honda Marlboro McLaren                               | Alain Prost        | Senna und Prost gewannen mit dem MP4/5 zehn Grand Prix (von 16) und erzielten 15 Pole-Positions. |
| 1990 | McLaren MP4/5B Honda 3,5 Liter / V10                                             | G   | 27   |      | Neil Oatley Gordon Murray                                                | McLaren Racing Honda Marlboro McLaren                               | Ayrton Senna       | Die Überarbeitungen beim MP4/5B betrafen hauptsächlich die Aerodynamik: Die Frontpartie wurde höher und schmaler, auch die Seitenkästen wurden erhöht, um eine bessere Ausströmung der Kühlluft zu ermöglichen. Wegen der großen Körperlänge von Gerhard Berger musste zudem der Überrollbügel, sowohl an der Airbox, als auch vor dem Cockpit, erhöht werden. |
| 1991 | McLaren MP4/6 Honda 3,5 Liter / V12                                              | G   | 1    |      | Neil Oatley Henri Durand                                                 | McLaren Racing Honda Marlboro McLaren                               | Ayrton Senna       | Der MP4/6 war der letzte Zwölfzylinder-Monoposto sowie das letzte handgeschaltete Auto, das eine Formel-1-Weltmeisterschaft gewinnen konnte. |
| 1992 | Williams FW14B Renault 3,5 Liter / V10                                           | G   | 5    |      | Patrick Head Adrian Newey Paddy Lowe Frank Dernie                        | Williams F1 Canon Williams Team                                     | Nigel Mansell      | Der FW14B war 1992 das dominierende Auto und Mansell schloss die Fahrermeisterschaft 1992 mit neun Saisonsiegen (bei 16 Rennen) ab, was damals ein Rekord war. Durch die herausragende aktive Federungstechnologie von Williams gab es in der Saison 1992 viele Rennen, bei denen Mansell und Patrese vor allem in den ersten Runden zwei Sekunden pro Runde auf den Rest des Feldes gewannen, wodurch der FW14B selbst dem nächstbesten Auto, dem McLaren MP4/7A, weit überlegen war. |
| 1993 | Williams FW15C Renault 3,5 Liter / V10                                           | G   | 2    |      | Patrick Head Adrian Newey Paddy Lowe                                     | Williams F1 Canon Williams                                          | Alain Prost        | Der FW15C gewann in der letzten Saison (1993), bevor die FIA elektronische Fahrassistenzsysteme verbot, sowohl die Fahrer- als auch die Konstrukteursmeisterschaft. Noch im Jahr 2005 galt er als der technologisch fortschrittlichste Formel-1-Wagen aller Zeiten, mit Antiblockiersystem, Traktionskontrolle, aktiver Federung und einem halbautomatischen und vollautomatischen Getriebe. |
| 1994 | Benetton B194 Ford Zetec-R 3,5 Liter / V8                                        | G   | 5    |      | Ross Brawn Rory Byrne Pat Symonds                                        | Benetton Formula Mild Seven Benetton Ford                           | Michael Schumacher | Für die Saison 1994 wurden einige Regeln geändert. Elektronikhilfen wie ABS, Vierradlenkung und das aktive Fahrwerk wurden untersagt, dagegen waren jetzt Tankstopps erlaubt, ein Umstand, der die Konstrukteure dazu veranlasste, die Größe der Tanks zu reduzieren. Da der B194 ein vergleichsweise leistungsschwaches Fahrzeug war, zweifelten einige Teams an, dass seine trotzdem hohe Wettbewerbsfähigkeit mit legalen Mitteln erreicht wurde. Der Konstrukteurstitel ging an den Williams FW16 |
| 1995 | Benetton B195 Renault 3,0 Liter / V10                                            | G   | 1    |      | Ross Brawn Rory Byrne Pat Symonds Nikolas Tombazis                       | Benetton Formula Mild Seven Benetton Renault                        | Michael Schumacher | Der von Ross Brawn und Rory Byrne konstruierte Wagen nahm als Nachfolger des Benetton B194 an allen 17 Rennen der Formel-1-Weltmeisterschaft 1995 teil, wurde vom Deutschen Michael Schumacher sowie dem Briten Johnny Herbert gesteuert und fuhr elf erste Plätze heraus – wodurch das Team die Konstrukteurswertung mit 137 Punkten erstmals gewann. Schumacher konnte seinen Titel verteidigen. |
| 1996 | Williams FW18 Renault 3,0 Liter / V10                                            | G   | 5    |      | Adrian Newey Patrick Head                                                | Williams F1 Rothmans Williams Renault                               | Damon Hill         | Der Williams FW18 war der zuverlässigste Formel-1-Rennwagen der Saison. Von 2028 möglichen Runden konnte man 1778 beenden – mehr als alle anderen Wagen. In der gesamten Saison musste man nur 4 technische Ausfälle hinnehmen. Bei allen Rennen der Saison war man konkurrenzfähig. Bei jedem Rennen der Saison, außer in Monaco und Italien, stand mindestens ein Williams-Pilot auf dem Podium. |
| 1997 | Williams FW19 Renault 3,0 Liter / V10                                            | G   | 3    |      | Patrick Head Adrian Newey Geoff Willis                                   | Williams F1 Rothmans Williams Renault                               | Jacques Villeneuve | Der Wagen war eine Weiterentwicklung des Vorjahreswagens: Es konnte das Getriebe verkleinert sowie mitsamt der Kurbelwelle weiter abgesenkt werden, dadurch wurde der Schwerpunkt gesenkt und eine aerodynamisch bessere Situation am Heck geschaffen. Es wurde das Kühlsystem größtenteils umstrukturiert um den Luftwiderstand zu verringern und die Kühlung selbst auch zu verbessern. |
| 1998 | McLaren MP4/13 Mercedes-Benz 3,0 Liter / V10                                     | B   | 8    |      | Adrian Newey Neil Oatley Henri Durand                                    | McLaren Racing West McLaren Mercedes                                | Mika Häkkinen      | Revolutionär war die Nutzung der Bremsenergie zur Leistungssteigerung, auch bekannt als Kinetic Energy Recovery System. Das von McLaren eingesetzte hydraulische KERS lädt beim Bremsen des Wagens über einen Kolben einen elektrischen Speicher. Diese gespeicherte Energie kann bei Bedarf abgerufen werden, um den Motor zu unterstützen und die Motorleistung kurzzeitig um fast 40 PS anzuheben. |
| 1999 | McLaren MP4/14 Mercedes-Benz 3,0 Liter / V10                                     | B   | 1    |      | Adrian Newey Neil Oatley Henri Durand                                    | McLaren Racing West McLaren Mercedes                                | Mika Häkkinen      | Als Motor wurde der FO110H-V10-Saugmotor von Mercedes-Benz mit einem Hubraum von 2998 cm³ und einem Zylinderbankwinkel von 72° verwendet. Dieser Motor, der rund 100 kg wog, leistete bei einer Drehzahl von 17.800/min ungefähr 619 kW (830 PS). Damit erreichte der Wagen eine Höchstgeschwindigkeit von 360 km/h. Der Konstrukteurstitel ging mit 4 Punkten Vorsprung an Ferrari mit dem Ferrari F399. |
| 2000 | Ferrari F1-2000 Ferrari 3,0 Liter / V10                                          | B   | 3    |      | Ross Brawn Rory Byrne Aldo Costa                                         | Scuderia Ferrari Scuderia Ferrari Marlboro                          | Michael Schumacher | Das Auto erwies sich wie schon die Vorgänger als konkurrenzfähig und konnte die in den Vorjahren überlegenen McLaren schlagen. In der ganzen Saison fiel der F1-2000 insgesamt achtmal aus, zweimal bedingt durch Motorendefekte. Schumacher holte mit neun Siegen aus 17 Rennen seinen ersten Weltmeistertitel für Ferrari, das war der erste Fahrerweltmeistertitel für Ferrari seit 1979. Mit 180 WM-Punkten gewann Ferrari außerdem den Konstrukteurstitel. |
| 2001 | Ferrari F2001 Ferrari 3,0 Liter / V10                                            | B   | 1    |      | Ross Brawn Rory Byrne Aldo Costa                                         | Scuderia Ferrari Scuderia Ferrari Marlboro                          | Michael Schumacher | Der F2001 wurde für die zu Saisonbeginn vorgeschriebenen Änderungen im Reglement entwickelt, die eine höher montierte Frontflügelpartie vorschreiben, um den Abtrieb zu verringern. Das Abstimmen der Autos auf die jeweiligen Strecken gestaltete sich einfacher und schneller als bei den Konkurrenten McLaren MP4-16 und Williams FW23. Er nahm an allen 17 Rennen der Saison 2001 sowie den ersten beiden Rennen der Saison 2002, teil und wurde von einem Ferrari-V10 angetrieben. Mit dem F2001 verteidigte Schumacher seinen Titel und das Team die Konstrukteurswertung.                                              |
| 2002 | Ferrari F2002 Ferrari 3,0 Liter / V10 (Typ 051)                                  | B   | 1    |      | Ross Brawn Rory Byrne Aldo Costa                                         | Scuderia Ferrari Scuderia Ferrari Marlboro                          | Michael Schumacher | Der F2002 war der 35. Formel-1-Monoposto der Scuderia. Er nahm an 15 der 17 Rennen der Saison teil, da man die ersten beiden Rennen mit dem Vorjahreswagen, dem F2001, gestartet war. Außerdem wurden die ersten vier Rennen in 2003 mit dem F2002 gefahren. Mit diesem Rennwagen verteidigte Michael Schumacher seinen Weltmeistertitel, sowie Ferrari die Konstrukteurswertung. |
| 2003 | Ferrari F2003-GA Ferrari 3,0 Liter / V10 (Typ 052)                               | B   | 1    |      | Ross Brawn Rory Byrne Aldo Costa                                         | Scuderia Ferrari Scuderia Ferrari Marlboro                          | Michael Schumacher | In den Vorjahren trugen die F1-Wagen von Ferrari als Bezeichnung gelegentlich ein F, gefolgt von der Jahreszahl der jeweiligen Saison. Auch der Einsatzwagen des Jahres 2003 folgte dieser Namensgebung, erhielt aber außerdem ein GA als Zusatz, zu Ehren des am 24. Januar 2003 verstorbenen Giovanni Agnelli, der jahrzehntelang FIAT leitete, wozu auch Ferrari gehört. |
| 2004 | Ferrari F2004 Ferrari 3,0 Liter / V10 (Typ 053)                                  | B   | 1    |      | Ross Brawn Rory Byrne Aldo Costa                                         | Scuderia Ferrari Scuderia Ferrari Marlboro                          | Michael Schumacher | Bei dem Motor vom Typ 053 handelte es sich um eine komplette Neuentwicklung. Die zur Saison 2004 eingeführten Motorenregeln verlangten es, dass jeder Motor ein gesamtes Rennwochenende durchhielt. Ein unerlaubter Motorwechsel hätte eine Grid-Strafe von 10 Plätzen zur Folge gehabt. Daher lag Ferraris Augenmerk bei der Entwicklung des Typs 053 auf Lebensdauer und Zuverlässigkeit. Um dieses Ziel zu erreichen, wurden alle sich bewegenden Teile neu konstruiert. Das Chassis des F2004 basierte auf dem Modell des Vorjahres, dem F2003-GA.                                                                        |
| 2005 | Renault R25 Renault 3,0 Liter / V10                                              | M   | 5    |      | Pat Symonds Bob Bell James Allison                                       | Renault F1 Mild Seven Renault F1 Team                               | Fernando Alonso    | Der R25 ist der 16. F1-Rennwagen von Renault und kam in allen 19 Saisonrennen der Saison 2005 zum Einsatz. Das Getriebe und der RS25-V10-Motor sind Eigenkonstruktionen von Renault. Ab der Saison 2005 verlangte das Reglement, den Motor während zwei gesamten Rennwochenenden einzusetzen. |
| 2006 | Renault R26 Renault 2,4 Liter / V8                                               | M   | 1    |      | Pat Symonds Bob Bell                                                     | Renault F1 Mild Seven Renault F1 Team                               | Fernando Alonso    | Gemäß den Reglementänderungen für die Saison 2006 wurde der neue Renault R26 erstmals durch die neuen Achtzylindermotoren mit maximal 2,4 Liter Hubraum angetrieben und nicht durch die Zehnzylinder mit 3,0 Liter Hubraum aus den Vorjahren. Er kam in allen 18 Rennen 2006 zum Einsatz. Das Getriebe und der RS26-V8-Motor sind Eigenkonstruktionen von Renault. |
| 2007 | Ferrari F2007 Ferrari 2,4 Liter / V8 (Typ 056)                                   | B   | 6    |      | Aldo Costa Nikolas Tombazis John Iley                                    | Scuderia Ferrari Scuderia Ferrari Marlboro                          | Kimi Räikkönen     | Der F2007 stellte die Weiterentwicklung des Vorjahreswagen der Scuderia, dem Ferrari 248 F1, dar. Auffällig waren vor allem die zahlreichen neuen Luftleitbleche, welche das Strömungsverhalten der Luft optimieren sollten. Der F2007 absolvierte 17 WM-Läufe, davon gewann er neun Rennen, erzielte neun Pole Positions, zwölf Schnellste Rennrunden und sammelte 204 Punkte. Somit war der Ferrari F2007 das erfolgreichste Auto in der Saison. |
| 2008 | McLaren MP4-23 Mercedes-Benz 2,4 Liter / V8                                      | B   | 22   |      | Paddy Lowe Tim Goss Simon Lacey                                          | McLaren Racing Vodafone McLaren Mercedes                            | Lewis Hamilton     | Der V8-Motor FO 108V kam von Mercedes-Benz HPE. Insgesamt fuhren die MP4-23 acht Pole-Positions, sechs Siege und 151 Punkte heraus, wodurch das Team den zweiten Rang in der Konstrukteurswertung belegte. Lewis Hamilton gewann mit 98 Punkten die Fahrer-Weltmeisterschaft. Der Konstrukteurstitel ging an die Scuderia Ferrari mit dem Ferrari F2008. |
| 2009 | Brawn BGP 001 Mercedes-Benz 2,4 Liter / V8                                       | B   | 22   |      | Ross Brawn Jörg Zander Jacky Eeckelaert                                  | Brawn GP                                                            | Jenson Button      | Vom Brawn BGP 001 wurden drei Exemplare gebaut. Der Monoposto, ursprünglich von Honda Racing F1 unter der Bezeichnung Honda RA109 entwickelt, hatte in der ersten Saisonhälfte durch einen sogenannten Doppeldiffusor einen echten Wettbewerbsvorteil, der einen Vorsprung von drei bis fünf Zehntelsekunden pro Rennrunde erbrachte. Button wurde mit dem Wagen Weltmeister. Das Brawn-Team holte die Konstrukteursweltmeisterschaft, als erstes Formel-1-Team im ersten Jahr seines Bestehens. Button und Barrichello gewannen insgesamt acht von siebzehn Rennen. Bei vier Rennen erzielte der Rennstall einen Doppelsieg. |
| 2010 | Red Bull RB6 Renault 2,4 Liter / V8                                              | B   | 5    |      | Adrian Newey Rob Marshall Steve Winstanley                               | Red Bull Racing Red Bull-Renault                                    | Sebastian Vettel   | Der Red Bull RB6 war der sechste F1-Rennwagen von Red Bull Racing. Er nahm an allen 19 Rennen der Saison 2010 teil. Mit diesem Rennwagen sicherte sich Vettel seine erste Weltmeisterschaft, und Red Bull Racing den ersten Konstrukteurstitel. |
| 2011 | Red Bull RB7 Renault 2,4 Liter / V8                                              | P   | 1    |      | Adrian Newey Rob Marshall Steve Winstanley                               | Red Bull Racing Red Bull-Renault                                    | Sebastian Vettel   | Der RB7 hat an allen 19 Rennen der Saison 2011 teilgenommen. Rob White von Renault entwickelte den V8-Motor RS27-2011 mit KERS. Beim ersten Grand Prix verzichtete Red Bull allerdings auf den Einsatz von KERS. Insgesamt gewannen Vettel und Webber 12 Grand-Prix und starteten bei 18 von 19 Rennen von der Pole-Position. |
| 2012 | Red Bull RB8 Renault 2,4 Liter / V8                                              | P   | 1    |      | Adrian Newey Rob Marshall Steve Winstanley                               | Red Bull Racing Red Bull-Renault                                    | Sebastian Vettel   | Der Red Bull RB8 war die dritte Evolutionsstufe des Red Bull RB5, auf dem alle Red-Bull-Modelle bis 2013 aufbauten. Eine Auffälligkeit des Autos war der „Höcker“ im Bereich der Vorderradaufhängung der allerdings einen kleinen Schlitz hatte. Das Fahrzeug entstand, wie auch seine Vorgängermodelle, unter der Leitung von Adrian Newey. Der RB8 holte bei 20 Starts 7 Siege, 9 Poles, 7 schnellste Runden und insgesamt 460 Punkte. |
| 2013 | Red Bull RB9 Renault 2,4 Liter / V8                                              | P   | 1    |      | Adrian Newey Rob Marshall Steve Winstanley                               | Red Bull Racing Infiniti Red Bull Racing                            | Sebastian Vettel   | Der RB9 ist eine Weiterentwicklung des RB8. Es wurden viele Teile überarbeitet, unter anderem die Steifigkeit des Frontflügels erhöht. Der „Nasenhöcker“ wird nur minimal durch die neu eingeführte Eitelkeitsblende versteckt. Der Motor hat eine Leistung von rund 550 kW (≈750 PS). Wie alle Formel-1-Fahrzeuge der Saison 2013 ist der RB9 mit dem Kinetic Energy Recovery System (KERS) und dem Drag Reduction System (DRS) ausgerüstet. |
| 2014 | Mercedes F1 W05 Hybrid Mercedes-Benz PU106A Hybrid                               | P   | 44   |      | Bob Bell Aldo Costa Geoff Willis                                         | Mercedes AMG F1 Team Mercedes-AMG Petronas Formula One Team         | Lewis Hamilton     | Der F1 W05 wurde vom neuentwickelten Mercedes-Benz PU106A Hybrid, einem 1,6-Liter-V6-Motor mit einem Turbolader angetrieben. Auch das ERS und das Achtganggetriebe hatte Mercedes selbst entwickelt. Reglementbedingt gab es nur noch ein zentrales Auspuffrohr, das oberhalb des Rücklichtes liegt. Bedingt durch die Regeländerungen zur Saison 2014 war die Nase des Fahrzeugs niedriger als beim Fahrzeug des Vorjahres. |
| 2015 | Mercedes F1 W06 Hybrid Mercedes-Benz PU106B Hybrid                               | P   | 44   |      | Paddy Lowe Aldo Costa Mark Ellis                                         | Mercedes AMG F1 Team Mercedes-AMG Petronas Formula One Team         | Lewis Hamilton     | Obwohl der W06 eine Weiterentwicklung ist, unterscheidet sich das Fahrzeug aufgrund von Regeländerungen für die Formel-1-Saison 2015 optisch vom Vorgängermodell, da die Bestimmungen im Bereich der Fahrzeugnase deutlich verändert wurden. Die Nase ist schmaler und muss laut Reglement noch tiefer beginnen. Die hieraus resultierenden Störungen des Luftflusses am Frontflügel versuchte Mercedes mit einer sehr kurzen Nase zu vermeiden. Auch die Kühlung wurde optimiert, indem Airbox und Lufteinlässe verändert wurden.                                                                                            |
| 2016 | Mercedes F1 W07 Hybrid Mercedes-Benz PU106C Hybrid                               | P   | 6    |      | Paddy Lowe Aldo Costa Mark Ellis                                         | Mercedes AMG F1 Team Mercedes-AMG Petronas Formula One Team         | Nico Rosberg       | Der F1 W07 ist eine Weiterentwicklung des Vorjahres-Modells. Der optisch größte Unterschied zwischen den Fahrzeugen besteht in der Airbox oberhalb des Fahrerhelms, sie ist deutlich breiter als beim Vorgängermodell. Angetrieben wird der F1 W07 Hybrid vom Mercedes-Benz PU106C Hybrid, einem 1,6-Liter-V6-Motor mit einem Turbolader. |
| 2017 | Mercedes-AMG F1 W08 EQ Power+ Mercedes-AMG M08 EQ Power+                         | P   | 44   |      | Paddy Lowe Aldo Costa Mark Ellis                                         | Mercedes AMG F1 Team Mercedes-AMG Petronas Formula One Team         | Lewis Hamilton     | Der W08 EQ Power+ ist das Nachfolgemodell des Mercedes F1 W07 Hybrid. Da sich das technische Reglement zur Saison 2017 stark änderte, ist das Fahrzeug größtenteils eine Neuentwicklung. Um hierfür Ressourcen zur Verfügung zu haben, wurde die Weiterentwicklung des Vorgängermodells frühzeitig eingestellt. Bei diesem Fahrzeug verwendet Mercedes als Zusatz zur bisherigen Fahrzeugbenennung erstmals den Namen seiner neuen Marke für Elektromobilität, EQ. |
| 2018 | Mercedes-AMG F1 W09 EQ Power+ Mercedes-AMG M09 EQ Power+                         | P   | 44   |      | James Allison Mike Elliott Geoff Willis                                  | Mercedes AMG F1 Team Mercedes-AMG Petronas Formula One Team         | Lewis Hamilton     | Da das technische Reglement zur Saison 2018 weitgehend stabil blieb, ist das Fahrzeug größtenteils eine Weiterentwicklung des Vorgängermodells. Der W09 hat einem abgasturboaufgeladenen 1,6-Liter-V6-Motor mit vier obenliegenden Nockenwellen von Mercedes-AMG mit zusätzlichem einstufigem Kompressor, sowie einem 120 kW starken Elektromotor. Er ist also ein Hybridelektrokraftfahrzeug. |
| 2019 | Mercedes-AMG F1 W10 EQ Power+ Mercedes-AMG M09 EQ Power+                         | P   | 44   |      | James Allison John Owen Mike Elliott                                     | Mercedes AMG F1 Team Mercedes-AMG Petronas Formula One Team         | Lewis Hamilton     | Der Mercedes-AMG F1 W10 EQ Power+ ist ein Monoposto mit einem Monocoque aus kohlenstofffaserverstärktem Kunststoff (CFK). Außer dem Monocoque bestehen viele weitere Teile des Fahrzeugs, darunter die Karosserieteile und das Lenkrad aus CFK. Auch die Bremsscheiben sind aus einem hitzebeständigen kohlenstofffaserverstärktem Verbundmaterial. Das sequentielle Getriebe des Wagens hat acht Gänge. |
| 2020 | Mercedes-AMG F1 W11 EQ Performance Mercedes-AMG F1 M11 EQ Performance            | P   | 44   |      | James Allison John Owen Mike Elliott                                     | Mercedes AMG F1 Team Mercedes-AMG Petronas Formula One Team         | Lewis Hamilton     | Angetrieben wird der W11 EQ Performance von einem 1,6-Liter-V6-Motor mit Turbolader sowie einem 120 kW starken Elektromotor, er ist also ein Hybridelektrokraftfahrzeug. Das sequentielle Getriebe des Wagens hat acht Gänge. Gangwechsel werden über Schaltwippen am Lenkrad ausgelöst. |
| 2021 | Red Bull Racing RB16B Honda RA621H (1,6 Liter / V6 / Turbo)                      | P   | 33   |      | Adrian Newey Pierre Waché                                                | Red Bull Racing Oracle Red Bull Racing                              | Max Verstappen     | Das Fahrzeug hat nur zwei Pedale, ein Gaspedal (rechts) und ein Bremspedal (links). Genau wie viele andere Funktionen wird die Kupplung, die nur beim Anfahren aus dem Stand verwendet wird, über einen Hebel am Lenkrad bedient. Konstrukteurs-Champion wurde Mercedes mit dem Mercedes-AMG F1 W12 E Performance |
| 2022 | Red Bull Racing RB18 Red Bull RBPTH001                                           | P   | 1    |      | Adrian Newey Pierre Waché                                                | Red Bull Racing Oracle Red Bull Racing                              | Max Verstappen     | Die Entwicklung der Antriebe musste zum Saisonstart 2022 für drei Jahre eingefroren werden, da die neue Generation aus Kostengründen erst für 2026 eingeführt werden soll. |
| 2023 | Red Bull Racing RB19 Red Bull RBPTH001                                           | P   | 1    |      | Adrian Newey Pierre Waché                                                | Red Bull Racing Oracle Red Bull Racing                              | Max Verstappen     | Der RB19 hat einen 1,6-Liter-V6-Motor von Honda, der 805 kW (1100 PS) bei 15.000/min leistet. Dieser Motor ist ein turbogeladener Mittelmotor. Zusätzlich hat das Fahrzeug einen 120-kW-Elektromotor. |
| 2024 | Red Bull Racing RB20 Red Bull RBPTH002                                           | P   | 1    |      | Adrian Newey Pierre Waché                                                | Red Bull Racing Oracle Red Bull Racing                              | Max Verstappen     | Konstrukteursweltmeister wurde McLaren mit dem McLaren MCL38. |

1. 1 2 3 4 5 6 7 8 9 10 11 12 13 14 15 16 17 18 19 20 21 22 23 24  Bis einschließlich 1973 wurden die Startnummern für jedes Rennen individuell vergeben.